# Francisco Hörmann
Francisco Javier Hörmann Swett (* 10. Juli 1967 in Recoleta, Santiago) ist ein ehemaliger chilenischer Fußballspieler. Der Innenverteidiger gewann mit der B-Nationalmannschaft die Silbermedaille bei den Panamerikanischen Spielen 1987. Auf Vereinsebene wurde er 1991 chilenischer Pokalsieger.

## Karriere

### Verein
Von 1985 bis 1991 spielte Hörmann, auch Pancho oder Caqui genannt, für Universidad Católica in der Primera División. Im Jahr 1992 wechselte der Verteidiger zum CD O’Higgins und spielte später im selben Jahr noch für Deportes Antofagasta. 1993 kehrte er zurück zu Universidad Católica und spielte anschließend für Deportes Concepción. In den Jahren 1994 und 1995 war er bei Provincial Osorno aktiv. Zwischen 1996 und 1998 war er ein wichtiger Spieler bei Santiago Wanderers. Seine Karriere ließ der Abwehrspieler bei Everton in der Primera B ausklingen, wo er 1999 und 2001 aktiv war.

### Nationalmannschaft
Im August 1987 war Hörmann im Kader der chilenischen B-Nationalmannschaft, die bei den Panamerikanischen Spielen in Indianapolis antrat. Dort gewann La Roja die Silbermedaille, nachdem sie im Halbfinale Argentinien mit 3:2 besiegt und im Finale gegen Brasilien mit 0:2 verloren hatte, und wurde somit Vizemeister des Turniers. Der Sieg gegen Argentinien der war erste Sieg einer chilenischen Männernationalmannschaft gegen den Nachbarstaat.

## Erfolge
Universidad Católica
- Chilenischer Pokalsieger: 1991

Chile B
- Silbermedaille bei den Panamerikanischen Spielen: 1987